# Lakitan Timur
Lakitan Timur is een bestuurslaag in het regentschap Zuid-Pesisir van de provincie West-Sumatra, Indonesië. Lakitan Timur telt 1985 inwoners (volkstelling 2010).